# Desmodium vidalii
Desmodium vidalii är en ärtväxtart som beskrevs av Hiroyoshi Ohashi. Desmodium vidalii ingår i släktet Desmodium och familjen ärtväxter. Inga underarter finns listade i Catalogue of Life.